# Anthocoris japonicus
Anthocoris japonicus – gatunek pluskwiaka z podrzędu różnoskrzydłych i rodziny dziubałkowatych.
Gatunek ten opisany został po raz pierwszy w 1909 roku przez Roberta Bertila Poppiusa. Jako miejsce typowe wskazano prefekturę Kanagawa na japońskiej wyspie Honsiu.
Pluskwiak o podługowato-owalnym ciele długości od 3,3 do 3,8 mm. Głowa jest błyszcząco czarna i ma całkowicie czarne czułki zbudowane z czterech podobnych szerokością i owłosieniem członów. Długość szczecinek na członach trzecim i czwartym jest mniejsza niż dwukrotność średnicy tych członów. Trójczłonowa, zakrzywiona kłujka w spoczynku nie sięga poza biodra przedniej pary. Lśniąco czarne, trapezowate przedplecze ma na przedzie obrączkę apikalną w całości wysuniętą przed kąty przednie. Trójkątna tarczka również jest lśniąco czarna. Półpokrywy mają błyszczące: cały klinik, całe egzokorium i tylną część endokorium; pozostałe ich elementy są matowe. Barwa półpokryw może być czarna z wyraźną, kątowo załamaną, białą przepaską na zakrywce lub ciemnobrązowa z takąż przepaską i czarnym klinikiem. Odnóża są czarne. Wszystkie pary odnóży mają trójczłonowe stopy. Odnóża tylnej pary niemal stykają się biodrami. Zatułów ma krawędź tylną trójkątną. Kanaliki wyprowadzające gruczołów zapachowych zatułowia są proste.
Owad ten bytuje na korze brzostownic. Zarówno larwy, jak i owady dorosłe są drapieżnikami żerującymi na mszycach oraz innych małych bezkręgowcach, ich larwach i jajach.
Gatunek palearktyczny, znany z Japonii, Korei, środkowo-wschodnich Chin i dalekowschodniej części Rosji, skąd podawany jest z południowych Wysp Kurylskich i rejonu chasańskiego na południu Kraju Nadmorskiego.